# Don’t Call Me Baby
A Don't Call Me Baby című dal az ausztrál Madison Avenue 1999. október 18-án megjelent első kimásolt kislemeze a The Polyester Embassy című stúdióalbumról. A duónak ez a legnagyobb slágere, mely az Egyesült Királyságban, és Új-Zélandon rögtön az 1. helyezést érte el a kislemezlistán. Később a dal a 31. legjobban fogyó kislemez lett 2000-ben. A dal zenei alapjai McFadden & Whitehead Ain't No Stoppin' Us, és Pino D' Angino 1980-as Ma Quale Idea című dalából valók, valamint felfedezhető a zenei alapban az 1994-ben megjelent No Sé & Ménélik Quelle Aventure című dal is.

## Kereskedelmi teljesítmény
A Don't Call Me Baby a 3. helyen debütál az ausztrál ARIA kislemezlistán 1999. október 31-én. Három héttel később a dal 2. helyezett lett, ahol 6. hétig maradt. A dal tripla platina státuszt kapott, A 210.000 eladott példányszám miatt. Új-Zélandon a dal RIANZ kislemezlistán a 39. helyezett volt, két héttel később egy nagyot ugrott, és 34. helyezettből 2. helyezett lett.  A dal a 7.500 eladott példányszámnak köszönhetően a RIANZ által arany státuszt kapott.
Az Egyesült Királyságban a Don't Call Me Baby című dal az első helyen debütált, valamint az első héten 93.794 példányszám talált gazdára, leelőzve ezzel Britney Spears Oops! I Did It Again című dalát, melyből 365.605 darabot értékesítettek 2016 májusában.

## Hatása
2011-ben az MTV Dance zenecsatorna a dalt a 41. helyre sorolta a 100 Legnagyobb dance sláger kategóriában. A BuzzFeed a dalt a 34.helyre helyezte a 90-es évek 101 Legnagyobb Dance Sláger kategóriában.

## Megjelenések
12"  Olaszország Epic – EPC 668309 6
- A1	Don't Call Me Baby (12" Mix)	7:39
- A2	Don't Call Me Baby (Dub Mix)	7:49
- A3	Don't Call Me Baby (Original Mix 7")	3:47
- B1	Don't Call Me Baby (Dronez Old School) 6:35
- B2	Don't Call Me Baby (Dronez Dub) 6:12
- B3	Don't Call Me Baby (Alexander Purkart Meets The Plastic Park Remix) 7:34

## Slágerlista
| Slágerlista (1999–2000)               | Legjobb helyezések |
| ------------------------------------- | ------------------ |
| Ausztrália (ARIA)                     | 2                  |
| Belgium (Ultratop 50 Flanders)        | 16                 |
| Belgium (Ultratop 50 Wallonia)        | 23                 |
| Brazil (ABPD)                         | 68                 |
| Canada Dance (RPM)                    | 1                  |
| Europe (Eurochart Hot 100)            | 97                 |
| Franciaország (Single Top 100)        | 41                 |
| Greece (IFPI)                         | 7                  |
| Iceland (Íslenski Listinn Topp 40)    | 31                 |
| Ireland (IRMA)                        | 4                  |
| Hollandia (Top 40)                    | 17                 |
| Hollandia (Single Top 100)            | 22                 |
| Új-Zéland (Recorded Music NZ)         | 1                  |
| Norvégia (VG-lista)                   | 3                  |
| Skócia (Scottish Singles Top 40)      | 1                  |
| Spanyolország (PROMUSICAE)            | 20                 |
| Svédország (Sverigetopplistan)        | 47                 |
| Svájc (Schweizer Hitparade)           | 38                 |
| Egyesült Királyság (UK Singles Chart) | 1                  |
| Egyesült Királyság (UK Dance Chart)   | 2                  |
| US Billboard Hot 100                  | 88                 |
| US Hot Dance Club Songs (Billboard)   | 1                  |
| US Rhythmic (Billboard)               | 20                 |
| US Tropical Airplay (Billboard)       | 17                 |

| Slágerlista (1999)                   | Helyezések |
| ------------------------------------ | ---------- |
| Australia (ARIA)                     | 7          |
| Slágerlista (2000)                   | Helyezések |
| Australia (ARIA)                     | 83         |
| New Zealand (Recorded Music NZ)      | 16         |
| UK Singles (Official Charts Company) | 31         |